# کلمان هراری
کلمان هراری (فرانسوی: Clément Harari‎؛ ۱۰ فوریه ۱۹۱۹ – ۱۶ فوریه ۲۰۰۸) بازیگر اهل فرانسه بود.
از فیلم‌هایی که وی در آن نقش داشته‌است، می‌توان به طولانی‌ترین روز، معما، حادثه‌ای در ترن، به پیش یا بمیر، من و سرهنگ، پنج مایل مانده به نیمه‌شب، فنی، شیطان و ده فرمان، غیبت طولانی، نقشه شیطانی دکتر فومانچو، وقتی حرف می‌زنی دهنت رو ببند! و دکتر جکیل و زنان اشاره کرد.